# Ovezande
Ovezande (51° 26′ N, 3° 49′ L) é uma cidade dos Países Baixos, na província de Zelândia. Ovezande pertence ao município de Borsele, e está situada a 16 km, a leste de Middelburg.
Em 2001, a cidade de Ovezande tinha 788 habitantes. A área urbana da cidade é de 0.23 km², e tem 359 residências. 
A área de Ovezande, que também inclui as partes periféricas da cidade, bem como a zona rural circundante, tem uma população estimada em 1200 habitantes.